# Гардинер (Њујорк)
Гардинер (енгл. Gardiner) насељено је место без административног статуса у америчкој савезној држави Њујорк.

## Демографија
По попису из 2010. године број становника је 950, што је 94 (11,0%) становника више него 2000. године.
| Група             | 2000.       | 2010.       |
| Белци             | 800 (93,5%) | 827 (87,1%) |
| Афроамериканци    | 0 (0,0%)    | 14 (1,5%)   |
| Азијати           | 5 (0,6%)    | 4 (0,4%)    |
| Хиспаноамериканци | 39 (4,6%)   | 85 (8,9%)   |
| Укупно            | 856         | 950         |